# Batabu
Batabu (arab. باتبو) – miejscowość w Syrii, w muhafazie Aleppo. W 2004 roku liczyła 3943 mieszkańców.